# Гельмут Ратке
Гельмут Ратке (нім. Hellmut Rathke; 3 грудня 1910, Швентайнен — 7 жовтня 2001, Фленсбург) — німецький офіцер-підводник, корветтен-капітан крігсмаріне.

## Біографія
1 квітня 1930 року вступив на флот. З травня 1939 року — інструктор торпедного училища Мюрвіка. В червні-жовтні 1940 року служив в штабі командного пункту ВМС в Кале, після чого повернувся в училище. В квітні-липні 1941 року пройшов курс підводника. З 28 серпня 1941 року — командир U-352, на якому здійснив 2 походи (разом 76 днів у морі). 9 травня 1942 року U-352 був потоплений в Північній Атлантиці південніше мису Гаттерас (34°13′ пн. ш. 76°34′ зх. д.) глибинними бомбами катера берегової охорони США USCGC Icarus. 15 членів екіпажу загинули, 33 (включаючи Ратке) були врятовані і взяті в полон. 17 травня 1946 року звільнений.

## Звання
- Кандидат в офіцери (1 квітня 1930)
- Морський кадет (10 жовтня 1930)
- Фенріх-цур-зее (1 січня 1932)
- Оберфенріх-цур-зее (1 квітня 1934)
- Лейтенант-цур-зее (1 жовтня 1934)
- Оберлейтенант-цур-зее (1 червня 1936)
- Капітан-лейтенант (1 червня 1939)
- Корветтен-капітан (1 червня 1943)

## Нагороди
- Медаль «За вислугу років у Вермахті» 4-го класу (4 роки)
- Медаль «За Іспанську кампанію» з мечами (Іспанія)
- Іспанський хрест в бронзі
- Хрест Воєнних заслуг 2-го класу з мечами
- Залізний хрест 2-го класу